# Bengáli macska

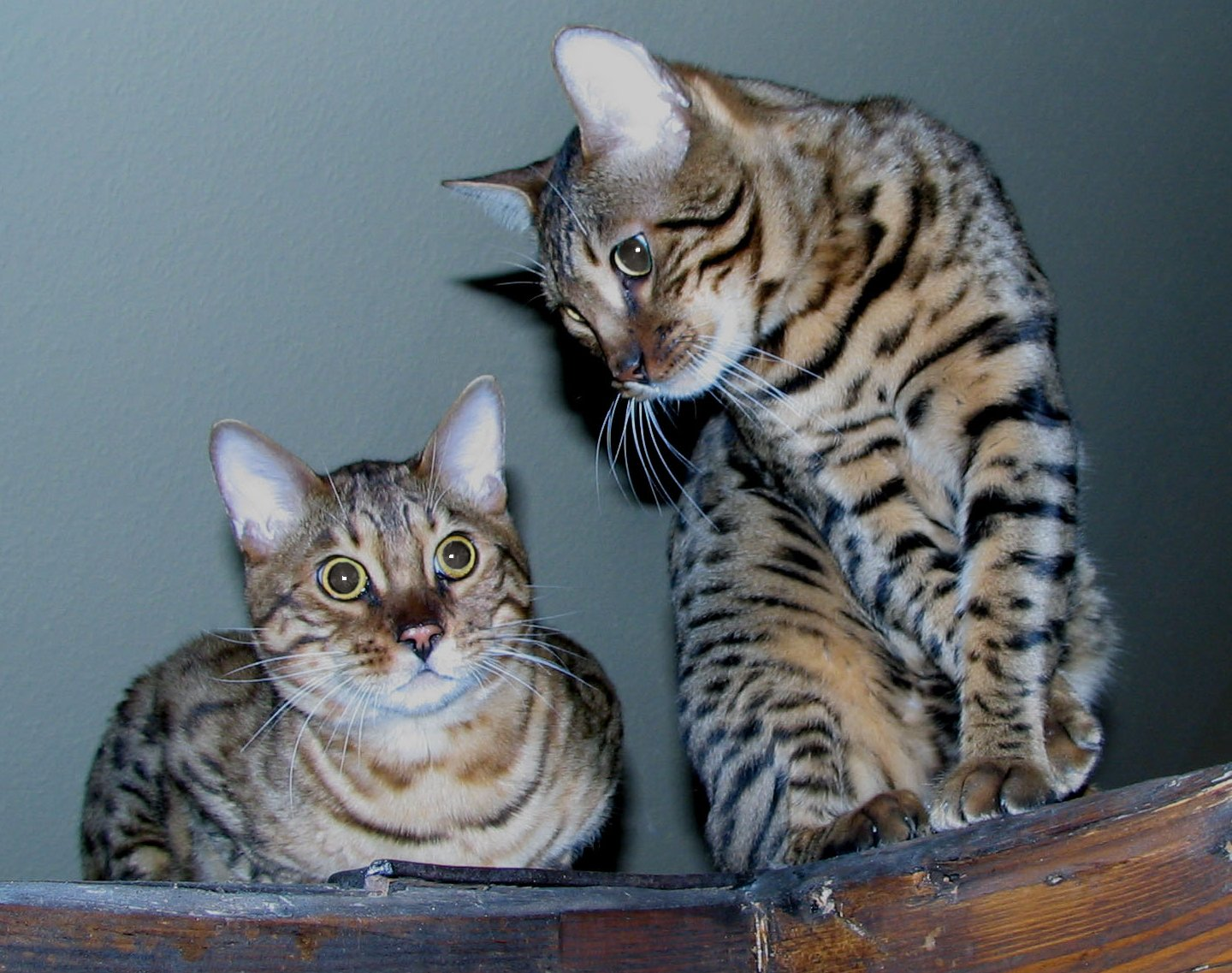

A bengáli házi macska a bengáli leopárdmacska és egy házi macska keresztezéséből létrehozott hibrid. Az első példány e két faj véletlen párosodásából született, míg a tervszerű tenyésztés az 1980-as években kezdődött Amerikában, azzal a céllal, hogy létrehozzanak egy vadmacska külsejű, de házi macska természetű fajtát.

## A fajta története
Már az 1960-as években is felvetődött a bengáli fajta kialakítása, amikor egy kaliforniai tenyésztő egy házi macska kandúrt pároztatott ázsiai (bengáli) vadmacskával. A Kinkin nevű utódot aztán házi macskák között nevelték fel, majd a saját apjával keresztezték, ami egyszínű és pöttyös utódokat eredményezett. A történet azonban csak 1983-ban folytatódott, amikor Jean Sugden és egy másik genetikus, dr. William Centerwall tervszerűen hozzáfogott a fajta megalkotásához. Sokáig a fertőző macskabetegség, a hashártyagyulladás tanulmányozása kapcsán „alkottak” bengáli macskákat, hogy megvizsgálják, a két faj kereszteződéséből született hibrid ellenáll-e a betegségnek. A fajta végleges kialakítása során más fajtákat is bevontak a tenyésztésbe, így a mai bengáli macskák ereiben brit, abesszin és sziámi vér is folyik.

## Külseje
A bengáli macskának jellegzetes mintázatú, puha bundája van. A leggyakoribb az „eredeti”, pöttyös bundájú, de már több színben kitenyésztették. Alapfeltétel, hogy a bunda pettyes vagy márványmintás legyen (általában barna alapszínnel). Létezik világosabb: ún. szépia, fehér: ún. hóbengáli és teljesen fekete változat is, a legnépszerűbb minta mégis az úgynevezett „rozettás”. A hóbengáli érdekessége, hogy a szeme kék. A fajta jegye, hogy a homlokon látható a cirmos macskákra jellemző, M alakú rajzolat.
Feje széles, kerek, a testéhez viszonyítva kicsi, pofapárnái erőteljesek. Fülei öblösek, orra széles. A test izmos, hosszú, a bunda tömött, sűrű és rendkívül finom, prémszerű. Lábai erősek, farka középhosszú, a vége mindig fekete. Szeme ék alakú, kissé mogyoróvágású, a színe lehet sárga vagy zöld. (A hóbengáli esetében a szemszín mindig kék.) 

## Jelleme
Az első generációs bengáli macskák bár házi macska külsejűek voltak, természetük azonban vad volt. A mai bengáli macskák többsége barátságos, kiváló lakótárs. Nagyon kíváncsi, szelíd, ragaszkodó, bár egyáltalán nem "ölmacska". Néha akaratos, saját akaratát érvényesíti, kissé önfejű, de türelmes. Játékos, szó szerint kutyatermészetű. Szereti a játékokat a kutyákhoz hasonlóan apportírozni és visszahozni. Néhány bengáli macska kifejezetten kedveli a vizet, bár ez nem vonatkozik minden egyedre. Pórázhoz jól hozzászoktatható, intelligens fajta. Sokat nyávogó, hangos és beszédes fajta. Hosszúszőrű változata nincs.

## Gondozása
A bengáli macska étrendje a többi macskáéval megegyező, különösebb igénye nincs. Szereti a figyelmet, a törődést. Szőrét könnyű tisztán tartani, hetente elég átfésülni. Lakáson belül tartsuk.